# 罗藏达·托马斯
罗藏达·托马斯（英語：Rozonda Ocielian Thomas，1971年2月27日—），是美國R&B女子組合TLC的成員之一，藝名“Chilli”。